# Veronika Zaňková
Veronika Zaňková (* Lično) je česká zpěvačka, která se zúčastnila prvního ročníku pěvecké soutěže Česko hledá SuperStar. Po maturitě na gymnáziu v Rychnově nad Kněžnou byla přijata na hudební konzervatoř.

## Česko hledá SuperStar
Do TOP 10 postoupila v prvním semifinále společně s pozdější vítězkou Anetou Langerovou. Ve finále hned v prvním kole obdržela nejnižší počet hlasů a soutěž opustila.
- TOP 40
  - Toni Braxton – Unbreak My Heart
- TOP 10
  - Sheryl Crow – It´s So Easy (téma Můj idol)

## Diskografie
- Kapky v moři (2005)